# Paraliostola durantoni
Paraliostola durantoni är en skalbaggsart som beskrevs av Tavakilian och Monné 1991. Paraliostola durantoni ingår i släktet Paraliostola och familjen långhorningar. Inga underarter finns listade i Catalogue of Life.